# Heinrich Schäffer
Heinrich Schäffer o Erik Schaeffer (Cassel, 20 de febrer de 1808 - Hamburg, 28 de novembre de 1874) fou un tenor i compositor alemany.
En un principi es feu aplaudir com a tenor en els teatres d'Hamburg, Brunsvic i Magdeburg, i el 1840, en casar-se, abandonà l'escena per a dedicar-se exclusivament a la composició, que cultivà amb èxit. Deixà, cors d'homes a 5 i 6 veus, simfonies, quartets, peces per a piano, etc.